# Марк Папирий
Ма́рк Папи́рий (лат. Marcus Papirius; ум. 390/387 гг. до н. э., Рим) — римский сенатор, убитый во время разграбления Рима галлами.
Происходил из рода Папириев. Во время захвата Рима галлами (390/387 гг. до н. э.) воины галлов ходили по захваченному городу и на Форуме они увидели сидящих в креслах богато одетых стариков, среди которых был Папирий. Сенаторы сидели в креслах и опирались на посохи и не реагировали на галльских воинов, которых это удивило. Один из галлов подошёл к Папирию и дернул его за бороду. Папирий ударил галла по голове посохом и тот упал. Разозлённые галлы выхватили мечи и зарубили Папирия вместе с другими сенаторами.